# König-Friedrich-August-Turm
Der König-Friedrich-August-Turm auf dem Löbauer Berg im sächsischen Löbau, benannt nach Friedrich August dem Zweiten, ist der einzige noch erhaltene gusseiserne Aussichtsturm in Europa und wahrscheinlich der älteste gusseiserne Turm überhaupt.
Er wurde 1854 aus Gusseisen auf einem steinernen Sockel errichtet, weist eine Höhe von 28 Metern und einen Durchmesser von vier Metern auf, hat eine achteckige Form und enthält drei außenliegende Galerien in 12, 18 und 24 Meter Höhe. Die innenliegende Wendeltreppe hat 119 Stufen. Auf der obersten Galerie beziehungsweise Aussichtsplattform befindet man sich insgesamt in einer Höhe von etwa 25 Metern über dem umgebenden Terrain. Vom Turm aus kann man bis zum Zittauer Gebirge und über weite Teile der Landschaft der Oberlausitz blicken.
Der nach dem sächsischen König Friedrich August II. benannte Turm steht mittlerweile als technisches Denkmal unter Denkmalschutz und ist ein beliebtes, weithin bekanntes Ausflugsziel.

## Geschichte
Um 1850 kamen Überlegungen auf, auf dem damals bereits als Ausflugsziel genutzten Löbauer Berg einen Aussichtsturm zu bauen. Nach Diskussionen über Aussehen und Finanzierung gab es 1853 zwei alternative Planungen für einen steinernen Turm und für einen aus Gusseisen. Man entschied sich für eine filigrane gusseiserne Konstruktion nach technischem Vorbild des 1847 entstandenen Londoner „Kristallpalastes“ des britischen Architekten Paxton. Der Turm ist vom Baustil in einem der historistischen Neostile  des 19. Jahrhunderts gehalten. Er weist in der Ornamentik Anlehnungen an gotische und byzantinische Vorbilder auf.

Der König-Friedrich-August-Turm auf einer Eintrittskarte um 1890

Als die Finanzierung zu scheitern drohte, ergriff der Löbauer Bäckermeister Friedrich August Bretschneider die Initiative, um nach Verhandlungen mit der Stadt im Jahre 1854 den Bau des Turmes in eigener Regie  zu realisieren.
Der Baubeginn war am 18. Mai 1854. Tragende Säulen wurden acht Meter tief in den Felsen verankert und aus 80 m³ Holz ein Gerüst in achteckiger Form für den Turmaufbau gestellt. Die gusseisernen Einzelteile wurden im Eisenhüttenwerk Bernsdorf gegossen. Im Februar gab König Friedrich August von Sachsen die Zustimmung, dass der Turm seinen Namen tragen und das sächsische Wappen angebracht werden dürfe. Aus Anlass des 57. Geburtstages des Königs wurde am 18. Mai 1854 feierlich der eiserne Grundanker eingesetzt.
Anfang Juni begann man, den Turm aufzusetzen. Die Montage dauerte trotz der schwierigen technischen Möglichkeiten nur zweieinhalb Monate und so konnte der König-Friedrich-August-Turm am 9. September 1854 der Öffentlichkeit übergeben werden. Sein Namenspatron, der sächsische König, war zuvor in Tirol tödlich verunglückt. Die Baukosten betrugen 25.000 Taler.
Im Jahr 1870 wurde der Turm von den Erben des Finanziers übernommen und erhielt zusätzlich acht kupferne Orientierungstafeln. 1889 wurde er instand gesetzt und  1902 mit einer Restauranteinrichtung erweitert und erhöht.
1993/94 wurde der König-Friedrich-August-Turm demontiert, die einzelnen Teile wurden gründlich saniert und der Turm 1994 wiedererrichtet.
An der B 178 wurde im November 2010 eine touristische Unterrichtungstafel für den König-Friedrich-August-Turm aufgestellt. Es war die erste ihrer Art, die nach Änderung der Richtlinien für Touristische Beschilderung an einer autobahnähnlich ausgebauten Bundesstraße im Freistaat Sachsen genehmigt und aufgestellt wurde.

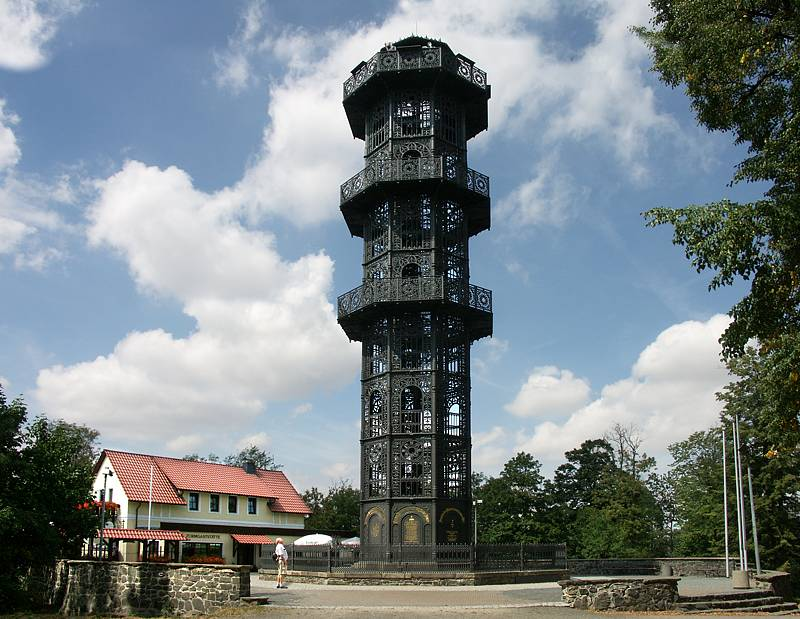
König-Friedrich-August-Turm mit Gasthaus
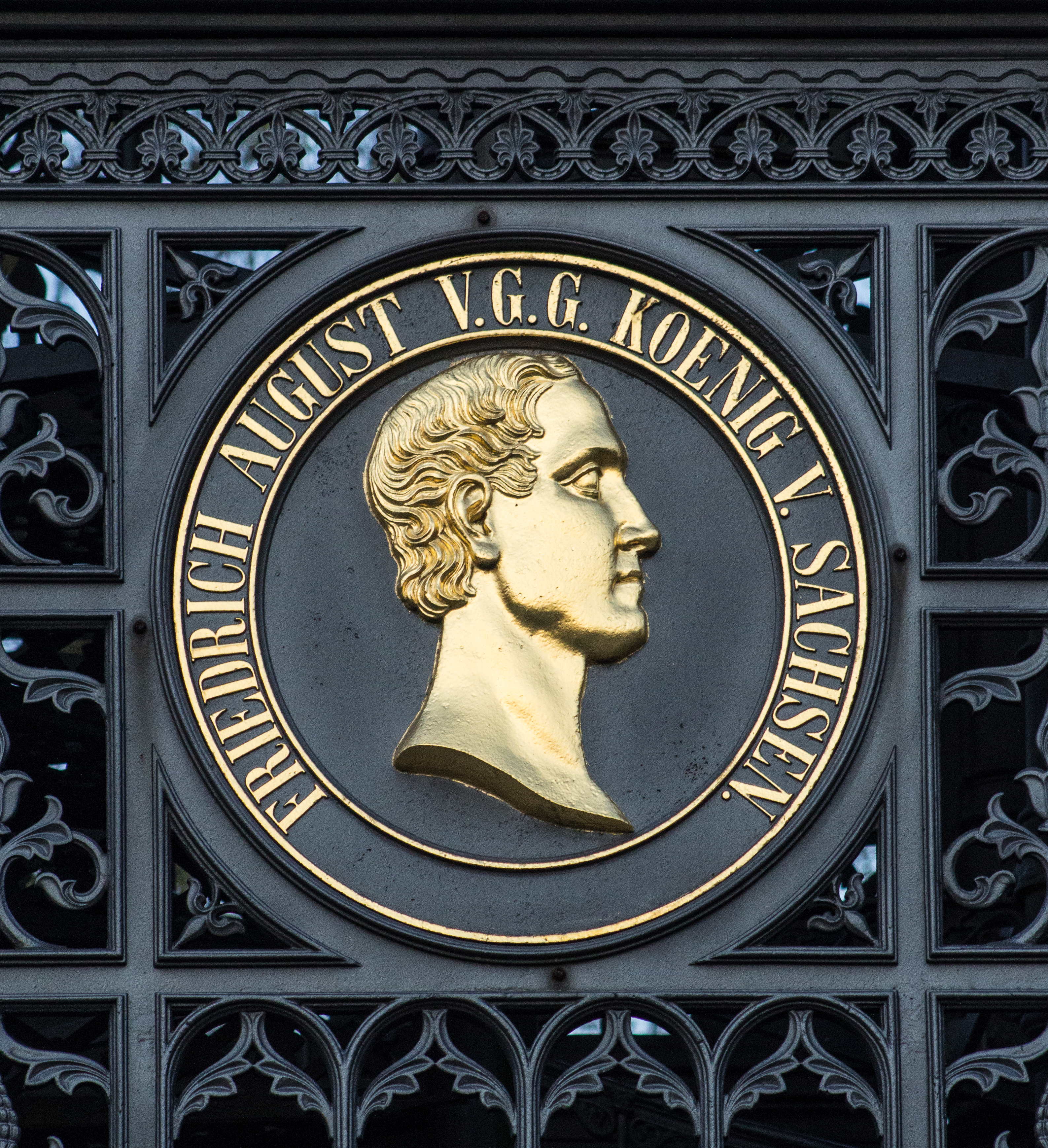
Relief des Namensgebers
Touristische Unterrichtungstafel König-Friedrich-August-Turm – Gusseiserner Turm an der B 178